# 딜랑 브론
딜랑 다니엘 마흐무드 브론(1995년 6월 19일 ~ , 아랍어: ديلان برون)은 튀니지의 축구 선수이다. 포지션은 수비수이다. 현재 세리에 A의 살레르니타나에서 뛰고 있다.

## 클럽 경력
2013년 프랑스 지역 아마추어 클럽인 AS 칸에서 선수 생활을 시작했고, 2016년 2부리그 샤무아 니오르 FC로 이적해, 프로 데뷔를 하였다.
2017년 8월 벨기에 KAA 헨트와 4년 계약을 했다.

## 국가대표 경력
프랑스 태생이지만, 튀니지 출신 어머니 나라인 튀니지 축구 국가대표팀을 선택했다. 2017년 3월 28일 모로코와의 친선경기에서 첫 A매치 데뷔를 하였다.
2018년 6월 23일 벨기에와의 2018년 FIFA 월드컵 G조 2차전 경기에서 전반 17분 득점에 성공했지만, 7분 뒤 수비하던 중 부상을 입어 교체 아웃 되었다. 이 경기에 튀니지는 벨기에에게 2-5로 패했고, 최종 1승 2패로 조별 리그에서 탈락했다.